# Transport feroviar
Transportul feroviar este un procedeu de transport al pasagerilor și mărfurilor utilizând vehicule cu roți care circulă pe o cale de rulare prevăzută cu șine. Aceste căi sunt cunoscute și sub numele de căi ferate. Traseele feroviare sunt formate din șine de oțel care sunt instalate pe traverse așezate pe un pat de balast. Spre deosebire de transportul rutier, unde vehiculele circulă pe o suprafață relativ plană, construită în acest scop, vehiculele feroviare (material rulant, de obicei echipat cu roți de metal) sunt ghidate direcțional de șine.

Harta rețelei feroviare mondiale

Cele mai vechi căi ferate, în care tracțiunea era efectuată de om, datează din secolul al VI-lea î.Hr.. Periandru (greacă Περίανδρος), unul dintre cei șapte Înțelepți din Grecia este considerat autorul acestei invenții. 
Căile ferate s-au răspândit foarte mult după invenția în Marea Britanie a motorului cu abur, care a devenit o sursă importantă de energie în secolele XVIII și XIX. Motoarele cu abur au făcut posibilă construirea de căi ferate pe distanțe lungi, care, la rândul lor, au devenit una dintre cele mai importante componente ale revoluției industriale.

## Resurse umane
Principalele categorii de forță de muncă implicate în transportul feroviar sunt:
- administrație generală, centrală și regională;
- operare și trafic;
- tracțiune material rulant;
- întreținere și dezvoltare infrastructură.

## Vezi și
- Glosar feroviar
- Transportul feroviar după țară
- Istoria transportului feroviar